# Taloetan
Taloetan is een bestuurslaag in het regentschap Kupang van de provincie Oost-Nusa Tenggara, Indonesië. Taloetan telt 737 inwoners (volkstelling 2010).